# 沖縄県警察部
沖縄県警察部（おきなわけんけいさつぶ）は、戦前の内務省監督下の沖縄県が設置した府県警察部であり、沖縄県内を管轄区域とする。沖縄戦により、事実上消滅した。最後の部長は荒井退造。

## 沿革
- 1874年（明治7年）7月12日　琉球藩那覇に内務省出張所を開設。
- 1876年（明治9年）5月17日　琉球藩より司法権・他府県人の警察権を接収。琉球藩民の警察権は従来どおり琉球王府平等方が行う。
- 1879年（明治12年）3月11日　琉球処分により、琉球藩廃止。
- 1879年（明治12年）7月27日　沖縄県警察署を設置。
- 1879年（明治12年）9月24日　沖縄県警察本署に改称。
- 1886年（明治19年）7月12日　沖縄県警察本部に改称。
- 1886年（明治19年）12月27日　沖縄県初の警察電話を開設。
- 1890年（明治23年）10月10日　沖縄県警察部に改称。
- 1892年（明治25年）4月12日　那覇西村唐船堀埋立地に警察部庁舎の改築工事が落成して移転[1]。
- 1893年（明治26年）10月30日　衛生事務が移管される。
- 1900年（明治33年）10月30日　那覇警察署が警視を署長とする警察署に指定。
- 1905年（明治38年）4月18日　沖縄県第四部に改称。
- 1907年（明治40年）7月13日　沖縄県警察部に改称。
- 1928年（昭和3年）9月18日　特別高等警察課を設置。
- 1945年（昭和20年）2月下旬　戦時体制に移行し琉球警察警備隊を設置。
- 1945年（昭和20年）6月9日　警察部長が沖縄県警察部の解散を宣言。
- 1945年（昭和20年）6月26日　内務省宛の打電を最後に警察部長の生死が不明となる。

## 組織
1943年（昭和18年）時点
- 警察部長書記室
- 特別高等警察課
- 警務課
- 警防課
- 保安課
- 刑事課
- 経済保安課
- 保険課
- 職業課
- 警察練習所

## 警察署
1943年（昭和18年）時点
- 那覇警察署
- 首里警察署
- 糸満警察署
- 与那原警察署
- 嘉手納警察署
- 名護警察署
- 渡久地警察署
- 宮古警察署
- 八重山警察署

## 歴代部長
| 代 | 官職名                 | 氏名         | 就任日         | 退任日         | 前職                     | 後職                     | 備考 |
| -- | ---------------------- | ------------ | -------------- | -------------- | ------------------------ | ------------------------ | ---- |
| -  | 二等警部               | 寺原長輝     | 1879年7月24日  | 1880年4月6日   | 警視庁大警部             | 二等警視属               |      |
| -  | 警察本署長心得         | 田野熾       | 1880年4月6日   | 1880年7月6日   | 沖縄県警部               | 那覇警察署長             |      |
| -  | 警察本署長             | 松山範治     | 1880年7月6日   | 1881年5月30日  | 沖縄県警部               |                          |      |
| -  | 警察本署長             | 立川千一     | 1881年5月30日  |                | 沖縄県警部               |                          |      |
| -  | 警察本署長             | 田中馨治     | 1881年         |                | 沖縄県師範学校長         | 沖縄県二等属             |      |
| -  | 警察本署長             | 大滝新十郎   | 1881年10月11日 |                | 鹿児島県三等警部         | -                        |      |
| -  | 警部長心得 警察本署長  | 大滝新十郎   |                | 1884年7月30日  |                          | -                        |      |
| 1  | 警部長 警察本署長      | 猪鹿倉兼文   | 1884年7月30日  | 1886年7月20日  | 沖縄県警部               | -                        |      |
| 1  | 警部長 警察本部長      | 猪鹿倉兼文   | 1886年7月20日  | 1886年10月12日 | -                        | 沖縄県書記官・第一部長   |      |
| 2  | 警部長 警察本部長      | 龍岡信熊     | 1886年10月12日 | 1888年4月12日  | 沖縄県警部               | 宮崎県警部長             |      |
| 3  | 警部長 警察本部長      | 渡辺隆       | 1888年4月12日  | 1889年         | 宮崎県警部長             |                          |      |
| 4  | 警部長 警察本部長      | 小松川隆     | 1889年         | 1890年10月11日 |                          | -                        |      |
| 4  | 警部長 警察部長        | 小松川隆     | 1890年10月11日 | 1891年12月25日 | -                        | 奈良県警部長             |      |
| 5  | 警部長 警察部長        | 竹下康之     | 1891年12月25日 | 1893年1月25日  |                          | 三重県警部長             |      |
| 6  | 警部長 警察部長        | 田中坤六     | 1893年1月25日  | 1896年4月21日  | 三重県警部長             | 台北県警部長             |      |
| 7  | 警部長 警察部長        | 師岡毅       | 1896年4月21日  | 1896年9月28日  | 佐賀県警部長             | 依願免本官               |      |
| 8  | 警部長 警察部長        | 久保敏樹     | 1896年9月28日  | 1897年4月26日  | 警視                     | 佐賀県警部長             |      |
| 9  | 警部長 警察部長        | 五十村良行   | 1897年4月26日  | 1897年10月23日 | 埼玉県警部長             | 非職                     |      |
| 10 | 警部長 警察部長        | 若林賚蔵     | 1897年10月23日 | 1900年3月1日   | 群馬県警部長             | 警察監獄学校幹事         |      |
| 11 | 警部長 警察部長        | 和田勇       | 1900年3月1日   | 1905年4月19日  | 元新潟県警部長           | -                        |      |
| 11 | 事務官 第四部長 警務長 | 和田勇       | 1905年4月19日  | 1907年7月13日  | -                        | -                        |      |
| 11 | 事務官 警察部長 警務長 | 和田勇       | 1907年7月13日  | 1913年6月13日  | -                        | 免官                     |      |
| 12 | 警察部長               | 島内三郎     | 1913年6月13日  | 1915年8月12日  |                          | 沖縄県内務部長           |      |
| 13 | 警察部長               | 堀口満貞     | 1915年8月12日  | 1919年4月19日  | 徳島県事務官             | 休職                     |      |
| 14 | 警察部長               | 浜田虎太郎   | 1919年4月19日  | 1921年6月3日   |                          | 群馬県警察部長           |      |
| 15 | 警察部長               | 桑原一郎     | 1921年6月3日   | 1923年1月23日  | 大分県警察部長           | 朝鮮総督府事務官         |      |
| 16 | 警察部長               | 吉田康太郎   | 1923年1月23日  | 1924年10月2日  | 兵庫県理事官             | 鹿児島県警察部長         |      |
| 17 | 警察部長               | 辻本正一     | 1924年10月2日  | 1924年12月20日 | 埼玉県理事官             | -                        |      |
| 17 | 書記官 警察部長        | 辻本正一     | 1924年12月20日 | 1926年9月28日  | -                        | 沖縄県書記官・内務部長   |      |
| 18 | 書記官 警察部長        | 内山田三郎   | 1926年9月28日  | 1927年5月17日  | 地方事務官               | 埼玉県書記官・警察部長   |      |
| 19 | 書記官 警察部長        | 小早川貞登   | 1927年5月17日  | 1928年7月3日   | 鹿児島県書記官・警察部長 | 長崎県書記官・警察部長   |      |
| 20 | 書記官 警察部長        | 関壮二       | 1928年7月3日   | 1929年7月8日   | 青森県書記官・学務部長   | 佐賀県書記官・警察部長   |      |
| 21 | 書記官 警察部長        | 小林長彦     | 1929年7月8日   | 1930年8月10日  | 警視庁監察官             | 台湾総督府               |      |
| 22 | 書記官 警察部長        | 島川直英     | 1930年8月10日  | 1931年12月24日 | 地方事務官               | 宮崎県書記官・警察部長   |      |
| 23 | 書記官 警察部長        | 井田憲次     | 1931年12月24日 | 1932年6月30日  | 和歌山県商工水産課       | 休職                     |      |
| 24 | 書記官 警察部長        | 竹崎米吉     | 1932年6月30日  | 1934年11月12日 | 愛媛県書記官・学務部長   | 沖縄県書記官・総務部長   |      |
| 25 | 書記官 警察部長        | 綱島覚左衛門 | 1934年11月12日 | 1936年4月25日  | 大阪府刑事課長           | 愛媛県書記官・警察部長   |      |
| 26 | 書記官 警察部長        | 西井一孝     | 1936年4月25日  | 1937年7月8日   | 長崎県庶務課長           | 鹿児島県書記官・警察部長 |      |
| 27 | 書記官 警察部長        | 松浦栄       | 1937年7月8日   | 1939年4月21日  | 静岡県地方課長           | 宮城県学務課長           |      |
| 28 | 書記官 警察部長        | 山内隆一     | 1939年4月21日  | 1940年8月29日  | 愛知県庶務課長           | 企画院書記官             |      |
| 29 | 書記官 警察部長        | 後藤吉五郎   | 1940年8月29日  | 1941年9月6日   | 静岡県特別高等警察課長   | 台湾総督府保安課長       |      |
| 30 | 書記官 警察部長        | 荒井尚       | 1941年9月6日   | 1942年11月1日  | 警察講習所教授           | 徳島県部長・警察部長     |      |
| 31 | 部長 警察部長          | 水川依夫     | 1942年11月1日  | 1943年7月1日   | 沖縄県経済部長           | 石川県部長・経済部長     |      |
| 32 | 部長 警察部長          | 荒井退造     | 1943年7月1日   | 1945年6月26日  | 福井県官房長             | 殉職                     |      |

## 主な事件
- サンシー事件
- 沖縄県営鉄道輸送弾薬爆発事故